# 山手 (小樽市)
山手（やまて）は北海道小樽市の地区名、汎称地名。その指す範囲には諸説あるが、小樽市総合計画では、富岡、緑、最上、松ヶ枝、入船3-5丁目、天狗山の範囲を山手地区としている。
「山手（やまのて）」と読む場合や、「山の手（やまのて）」という場合もあり、表記に違いがある。しかし、いずれにしても山手という地名は存在せず、あくまでも地区の総称である。

## 概要
天狗山の斜面に沿って住宅街が広がっている。地区のほとんどから小樽港・石狩湾を望める。大学や高等学校などの教育機関が多く立地している。高等学校は市内8校のうち4校がこの地区に集中している。そのため、通学時間帯になると小樽駅方面からの路線バスは学生でかなり混み合う。

## 交通

### 路線バス
- 北海道中央バス - おたもい営業所参照

### 道路
北海道道
- 北海道道697号天神南小樽停車場線
- 北海道道956号小樽環状線

## 施設

### 官公庁
- 後志総合振興局小樽合同庁舎
- 札幌地方検察庁小樽支部
- 小樽年金事務所
- 小樽警察署
  - 最上交番
- 小樽市保健所

### 郵便局
- 小樽緑町郵便局
- 小樽緑二郵便局
- 小樽最上郵便局
- 小樽入船郵便局

### 教育機関
大学
- 小樽商科大学

高等学校
- 北海道小樽未来創造高等学校
- 北照高等学校
- 小樽明峰高等学校

中学校
- 小樽市立松ヶ枝中学校
- 小樽市立西陵中学校

小学校
- 小樽市立山の手小学校
- 小樽市立稲穂小学校

専修学校
- 小樽看護専門学校

### 名所・観光スポット
- 天狗山
  - 小樽天狗山スキー場
  - 天狗山ロープウエイ
  - おたる自然の村
- 旭展望台
- 精周寺
- FMおたる本社・スタジオ